# Tyla Wynn
Tyla Wynn (Lubbock, 16 ottobre 1982) è un'ex attrice pornografica statunitense.

## Biografia
Da bambina si trasferisce da Lubbock a Lancaster, in California. Entra nell'industria del porno quando il suo agente, dell'agenzia per modelle So Cal Pro Models, gli offre una scena di feticismo del piede con Jennifer Luv.
Ha dichiarato di preferire il sesso anale al sesso naturale, anche menzionando di aver fatto «circa 230 scene di sesso anale». Ha dichiarato anche che non può più defecare normalmente, e per questo deve stimolare il suo intestino quotidianamente con un clistere.

## Riconoscimenti
- AVN Awards
  - 2005 – Best All-Girl Sex Scene (video) per The Violation of Audrey Hollander con Audrey Hollander, Gia Paloma, Ashley Blue, Brodi e Kelly Kline[3]
  - 2006 – Best Three-Way Sex Scene per Tease Me Then Please Me 2 con Michael Stefano e John Strong[4]
- XRCO Award
  - 2005 – Best Girl-Girl Scene per The Violation of Audrey Hollander con Audrey Hollander, Gia Paloma, Ashley Blue, Brodi e Kelly Kline[5]

## Filmografia
- 2003: Air Tight 10
- 2004: Girlvert 7
- 2005: Decadent Divas 28 di Pussyman
- 2008: Cry Wolf